# Classica di San Sebastián 2008
La Classica di San Sebastián 2008, ventottesima edizione della corsa, si svolse il 2 agosto 2008, per un percorso totale di 239 km. Fu vinta dallo spagnolo Alejandro Valverde, al traguardo con il tempo di 5h29'11" alla media di 43,562 km/h.
Al traguardo 46 ciclisti portarono a termine il percorso.

## Squadre partecipanti
| N.    | Cod. | Squadra             |
| ----- | ---- | ------------------- |
| 1-8   | LIQ  | Liquigas            |
| 11-18 | AST  | Astana              |
| 21-28 | GCE  | Caisse d'Epargne    |
| 31-38 | CSC  | Team CSC-Saxo Bank  |
| 41-48 | SDV  | Scott-American Beef |
| 51-58 | SIL  | Silence-Lotto       |
| 61-68 | RAB  | Rabobank            |
| 71-78 | GST  | Team Gerolsteiner   |
| 81-88 | FDJ  | Française des Jeux  |
| 91-98 | EUS  | Euskaltel-Euskadi   |

| N.      | Cod. | Squadra                 |
| ------- | ---- | ----------------------- |
| 101-108 | THR  | Team Columbia-High Road |
| 111-118 | C.A  | Crédit Agricole         |
| 121-128 | ALM  | AG2R La Mondiale        |
| 131-138 | BTL  | Bouygues Télécom        |
| 141-148 | QST  | Quick Step              |
| 151-158 | COF  | Cofidis                 |
| 161-168 | MRM  | Team Milram             |
| 171-178 | LAM  | Lampre                  |
| 181-188 | KGZ  | Xacobeo Galicia         |

## Ordine d'arrivo (Top 10)
| Pos. | Corridore          | Squadra       | Tempo    |
| ---- | ------------------ | ------------- | -------- |
| 1    | Alejandro Valverde | C. d'Epargne  | 5h29'11" |
| 2    | Aleksandr Kolobnev | CSC-Saxo Bank | s.t.     |
| 3    | Davide Rebellin    | Gerolsteiner  | s.t.     |
| 4    | Paolo Bettini      | Quick Step    | s.t.     |
| 5    | Franco Pellizotti  | Liquigas      | s.t.     |
| 6    | Denis Men'šov      | RAB           | s.t.     |
| 7    | Samuel Sánchez     | Euskaltel     | s.t.     |
| 8    | Stéphane Goubert   | AG2R La Mon.  | s.t.     |
| 9    | Haimar Zubeldia    | Euskaltel     | a 2"     |
| 10   | David Moncoutié    | Cofidis       | s.t.     |